# Демьяново (Рязанская область)
Демьяново — деревня, входящая в состав Ключанского сельского поселения Кораблинского района Рязанской области.

## Географическое положение
Демьяново находится в восточной части Кораблинского района, в 10 км к северо-востоку от райцентра.
Ближайшие населённые пункты:

— село Ключ в 1,5 км к северо-востоку по грунтовой дороге;

— посёлок Быковская Степь в 2,5 км к юго-востоку по грунтовой дороге.

## История
Демьяново с церковью Рождества Господа Бога Спаса нашего Иисуса Христа упоминается в окладных книгах 1676 года. В 1701 году в селе была поставлена новая деревянная церковь в то же храмонаименование. В 1-й четверти XIX века церковь за ветхостью была упразднена, а само село в качестве деревни вошло в состав прихода к селу Ключ.
В XIX — начале XX века село входило в состав Троице-Лесуновской волости Ряжского уезда Рязанской губернии. В 1906 году в селе было 96 дворов.
С 1929 года село являлось центром Демьяновского сельсовета Кораблинского района Рязанского округа Московской области, с 1937 года — в составе Рязанской области, с 1957 года — в составе Ключанского сельсовета, с 2005 года — в составе Ключанского сельского поселения.

## Население
| 1859 | 1897 | 1906 | 2010 |
| ---- | ---- | ---- | ---- |
| 545  | ↗600 | ↗870 | ↘27  |

## Инфраструктура
Дорожная сеть
В 1,5 км к северо-востоку проходит автотрасса муниципального значения «Княжое-Ключ», от которой отходит грунтовое ответвление.